# Веленце (језеро)
Веленце (мађ. Velencei-tó), је по величини треће језеро у Мађарској и налази се у жупанији Фејер. 
Језеро је површине 26 km², али је једна трећина покривена са трском и на већини места је доста плитко. У току лета температура воде се креће у распону од 26°C до 28 °C, што је доводи у ред језера са најтоплијом водом у Европи. Ова чињеница је довела до тога да језеро постане популарна излетничка дестинација. 

## Локација
Језеро се налази у жупанији Фејер, на ауто-путу између Будимпеште и Секешфехервара, непосредно испод Веленачких планина

## Животињски свет
Језеро је природни резерват и дом је за многе барске птице. 

## Градови
- Веленце
  - Веленце-ујтелеп
  - Веленцефирде
- Каполнашњек
- Гардоњ
  - Агард
  - Дињеш
- Пакозд